# 土庫街

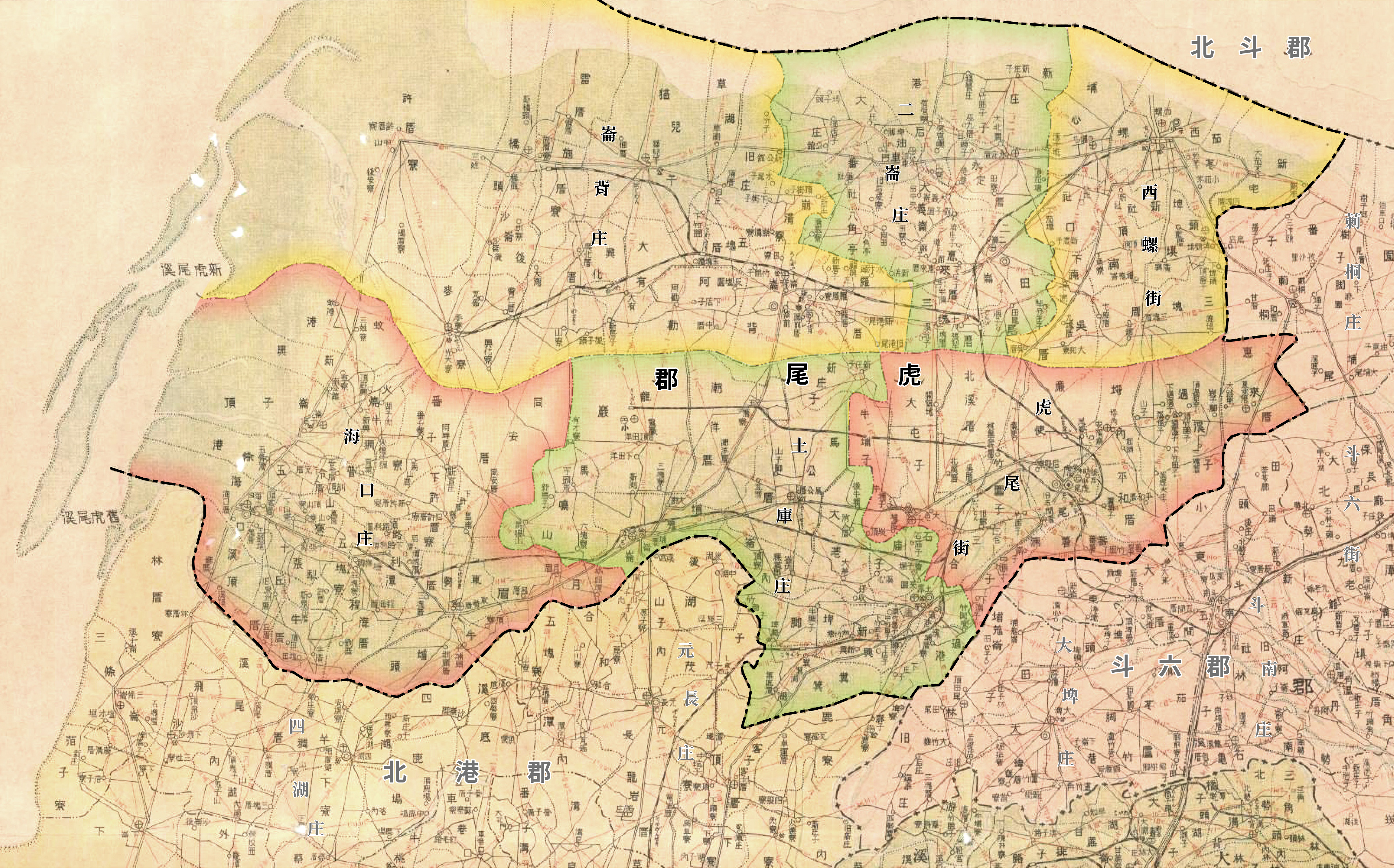
虎尾郡地圖(土庫庄位於南側)

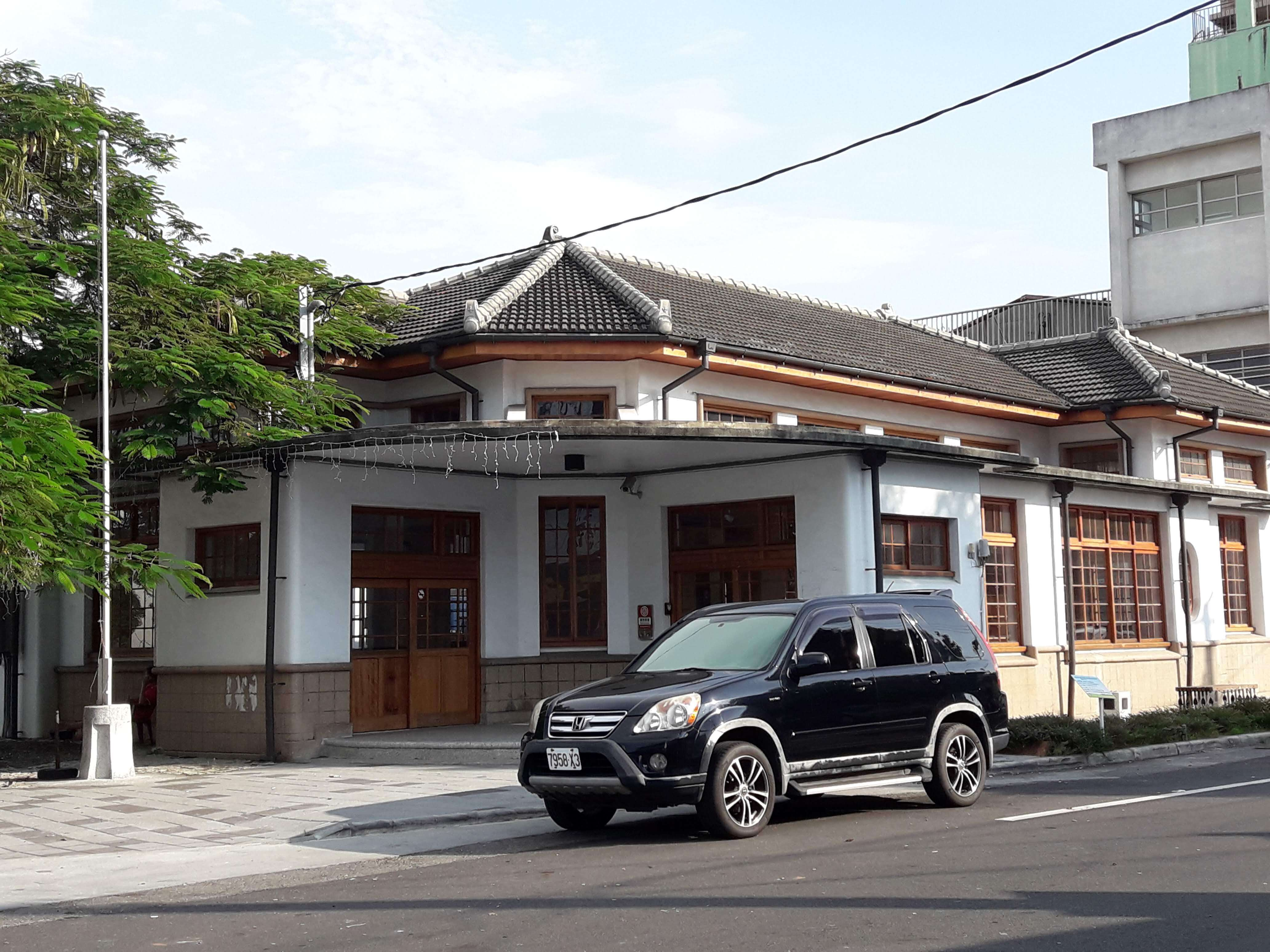
土庫街役場（原土庫庄役場），曾作為土庫鎮公所，現作為地方歷史、文藝展演所，為雲林縣歷史建築。

土庫街為臺灣日治時期的行政區劃，轄屬臺南州虎尾郡，為今雲林縣土庫鎮及褒忠鄉。其原為1920年10月設立的「土庫庄」，於1943年10月1日升格為「土庫街」。

## 行政區劃
土庫街在清治時期及日治時期初期屬大坵田堡、布嶼堡的47街庄，在1896年4月隸屬臺中縣雲林支廳；1897年6月至1898年6月改隸嘉義縣，之後又改隸臺中縣；1901年11月，縣和辨務署廢止而改隸斗六廳土庫支廳。1903年6月，此47街庄編入土庫區、崙背區、埔羗崙區。1904年4月，斗六廳進行街庄整併，此47街庄整併為大坵田堡之土庫庄、過港庄、新興、糞箕湖庄、埤脚庄、石廟仔庄、大荖庄，及布嶼堡之埔羗崙庄、馬鳴山庄、龍巖庄、潮洋厝庄、馬公厝庄、崙內庄、新庄仔庄等14庄。
1920年10月1日，原堡里之行政區廢除，街庄改為大字；前述14庄合併為臺南州虎尾郡「土庫庄」；庄轄域內分為土庫、過港、新興、糞箕湖、埤脚、石廟子、大荖、馬公厝、崙內、新子、埔姜崙、馬鳴山、龍巖、潮洋厝等14大字。1943年10月1日，土庫庄升格為「土庫街」。
二戰後，土庫街改為臺南縣虎尾區土庫鎮。1946年1月23日，埔姜崙、馬鳴山、龍巖、潮洋厝獨立組成「褒忠鄉」。1950年9月，兩鄉鎮改隸屬雲林縣至今。土庫鎮現有17里，褒忠鄉現有9村，各村里與日治時期土庫街大字對照如下：
| 1899年1月                                                | 1904年4月 | 1904年4月 | 1920年10月 | 1920年10月 | 現在   | 現在                   |
| -------------------------------------------------------- | --------- | --------- | ---------- | ---------- | ------ | ---------------------- |
| 土庫街                                                   | 土庫區    | 土庫      | 土庫庄     | 土庫       | 土庫鎮 | 宮北、忠正、順天       |
| 過港庄、下庄仔、溪埔藔、竹腳藔                               | 土庫區    | 過港      | 土庫庄     | 過港       | 土庫鎮 | 越港、溪邊             |
| 新興庄、頂竹圍仔庄、下竹圍仔庄、中竹圍仔庄、潮洋、下店仔、蘆竹塘 | 土庫區    | 新興      | 土庫庄     | 新興       | 土庫鎮 | 興新                   |
| 糞箕湖、無底潭                                           | 土庫區    | 糞箕湖    | 土庫庄     | 糞箕湖     | 土庫鎮 | 奮起                   |
| 埤腳庄、牛稠仔、大角竹圍仔                                 | 土庫區    | 埤脚      | 土庫庄     | 埤脚       | 土庫鎮 | 埤腳                   |
| 石廟仔、番仔堀、菜園                                     | 土庫區    | 石廟仔    | 土庫庄     | 石廟子     | 土庫鎮 | 石廟                   |
| 大荖庄、溪心庄、好收庄、消人厝、後牛埔仔                       | 土庫區    | 大荖      | 土庫庄     | 大荖       | 土庫鎮 | 大荖、後埔             |
| 新仔                                                     | 崙背區    | 新仔      | 土庫庄     | 新庄子     | 土庫鎮 | 新庄                   |
| 馬公厝、瓦厝、山仔腳                                     | 埔羗崙區  | 馬公厝    | 土庫庄     | 馬公厝     | 土庫鎮 | 東平、北平、南平、西平 |
| 崙內、頂藔、菓葉圍                                       | 埔羗崙區  | 崙內      | 土庫庄     | 崙內       | 土庫鎮 | 崙內                   |
| 埔羗崙、新湖、大廍                                       | 埔羗崙區  | 埔羗崙    | 土庫庄     | 埔姜崙     | 褒忠鄉 | 中民、埔姜、中勝       |
| 馬鳴山庄、湖頭厝庄、沙仔藔、六塊藔、新厝仔                   | 埔羗崙區  | 馬鳴山    | 土庫庄     | 馬鳴山     | 褒忠鄉 | 馬鳴、新湖             |
| 龍巖庄、三塊藔庄、孫厝藔、田洋、有才藔                       | 埔羗崙區  | 龍巖      | 土庫庄     | 龍巖       | 褒忠鄉 | 龍岩、有才、田洋       |
| 潮洋厝、王厝藔                                           | 埔羗崙區  | 潮洋厝    | 土庫庄     | 潮洋厝     | 褒忠鄉 | 潮厝                   |

## 街庄長
- 林淄：1920年至1927年
- 篠崎喜代吉：1928年至1944年[4]

## 人口
| 大字別 | 內地人 | 臺灣人 | 中華民國人 | 小計   |
| ------ | ------ | ------ | ---------- | ------ |
| 土庫   | 50     | 3,467  | 92         | 3,609  |
| 過港   | 18     | 1,893  |            | 1,911  |
| 新興   |        | 812    |            | 812    |
| 糞箕湖 |        | 1,377  |            | 1,377  |
| 埤脚   | 23     | 1,243  |            | 1,266  |
| 石廟子 |        | 555    |            | 555    |
| 大荖   |        | 2,349  |            | 2,349  |
| 埔姜崙 | 27     | 2,631  | 19         | 2,677  |
| 馬鳴山 |        | 1,647  |            | 1,647  |
| 龍巖   | 390    | 2,722  | 2          | 3,114  |
| 潮洋厝 | 49     | 750    |            | 799    |
| 馬公厝 | 29     | 4,344  | 13         | 4,386  |
| 崙內   |        | 1,079  |            | 1,079  |
| 新庄子 |        | 1,003  |            | 1,003  |
| 小計   | 586    | 25,872 | 126        | 26,584 |

## 設施
- 土庫街役場
- 土庫郵便局

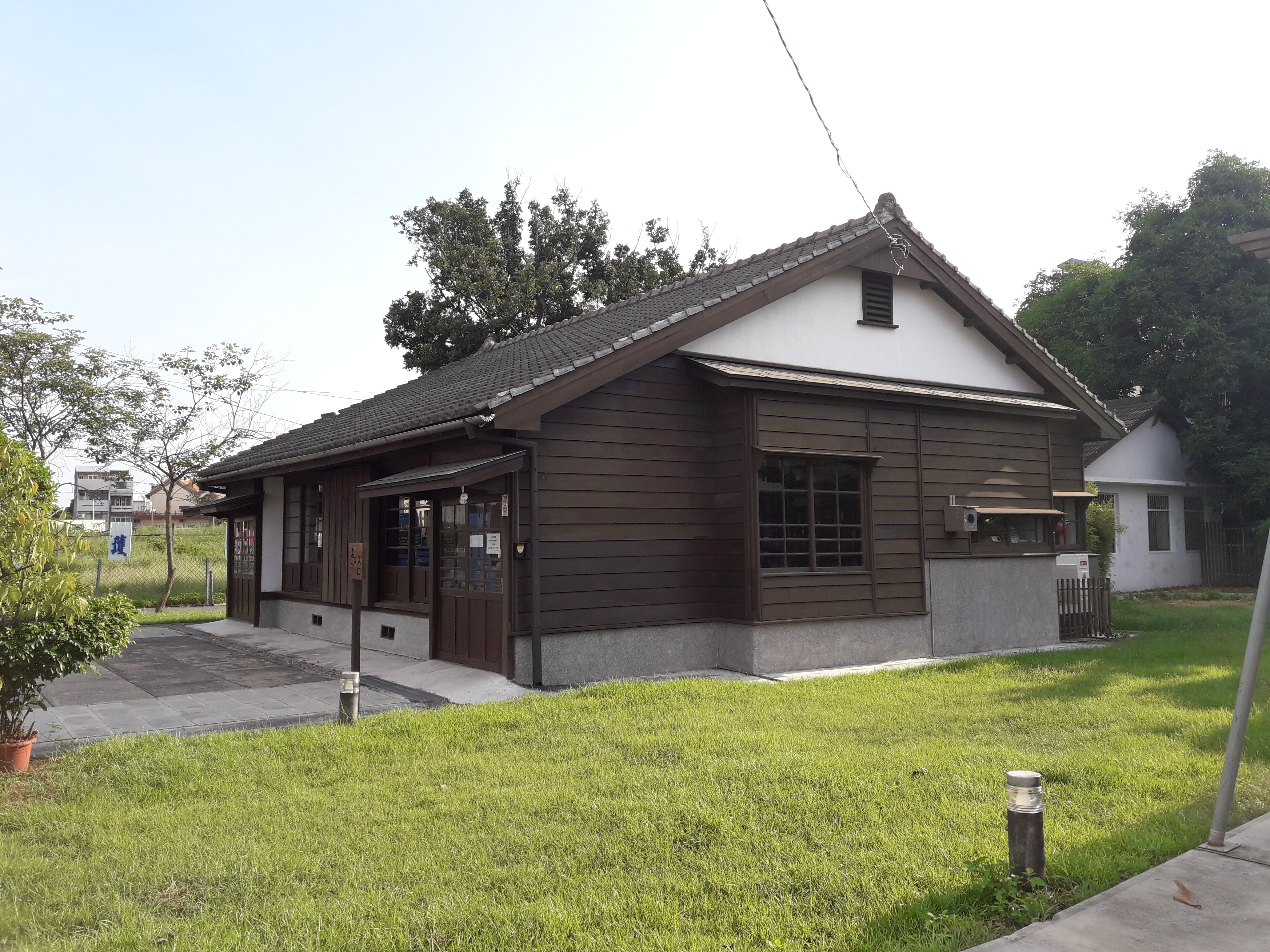
土庫鎮公所舊宿舍

- 警察官吏派出所：土庫、馬公厝、埔羌崙、龍巖派出所[6]
- 土庫市場

- 土庫保甲聯合事務所
- 土庫公學校→土庫國民學校（今土庫國小）

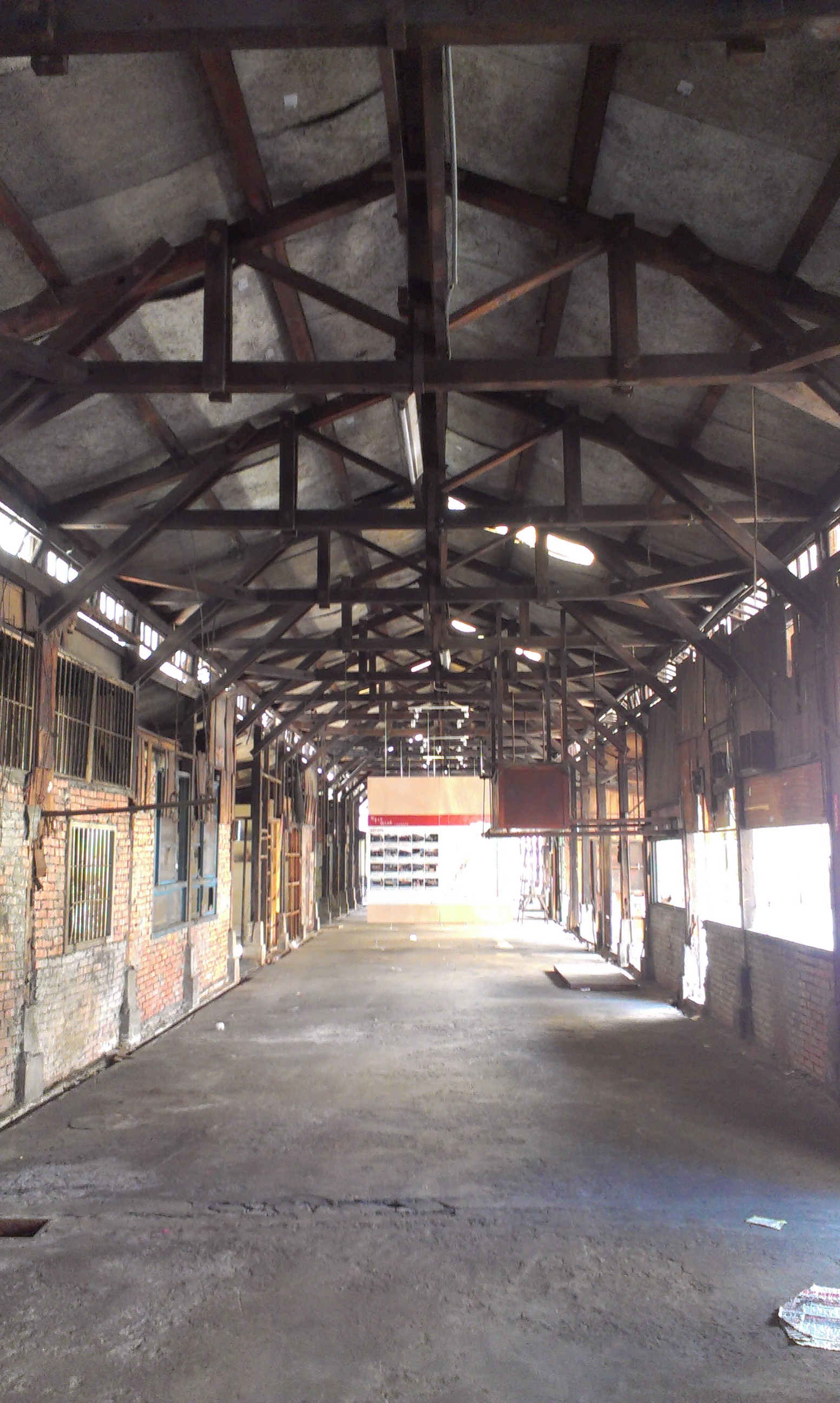
土庫第一市場

- 埔姜崙公學校→土庫西國民學校（今褒忠國小）
- 埤腳公學校→埤腳國民學校（今埤腳國小）
- 馬公厝國民學校（今馬光國小）
- 土庫信用組合（今土庫鎮農會）
- 埔姜崙信用組合（今褒忠鄉農會）
- 大日本製糖龍巖製糖所
- 臺灣電燈株式會社土庫營業所
- 土庫神社
- 龍巖社